# ブセビドフ山
ブセビドフ山（英:Mount Vsevidof）とは、アリューシャン列島の一部であるフォックス諸島を構成する島の1つウムナック島に存在する火山である。成層火山であり、山頂の標高は2149mとウムナック島における最高峰である。なお、この山は、アメリカ合衆国のアラスカ州に属している。

## 歴史
有史上複数回の噴火が記録されているが、確かなものとしては1878年にあったとされる。そして最近の噴火は、1957年3月11日に起きたものであるが、翌日には噴火は終息したとされる。この噴火の2日前の3月9日には地震が起きていた。なお、その他の噴火については、温泉の蒸気などを噴火と見間違えたのではないかとされており、その確証性は低い。